# Ulverston
Ulverston is een civil parish in het bestuurlijke gebied South Lakeland, in het Engelse graafschap Cumbria. De plaats telt 11.678 inwoners.

## Stedenbanden
- Harlem, Georgia (VS)

## Geboren in Ulverston
- John Barrow (1764-1848), ambtenaar, geograaf, linguïst en schrijver
- Norman Birkett (1883-1962), rechter
- Stan Laurel (1890-1965), acteur

## Galerij

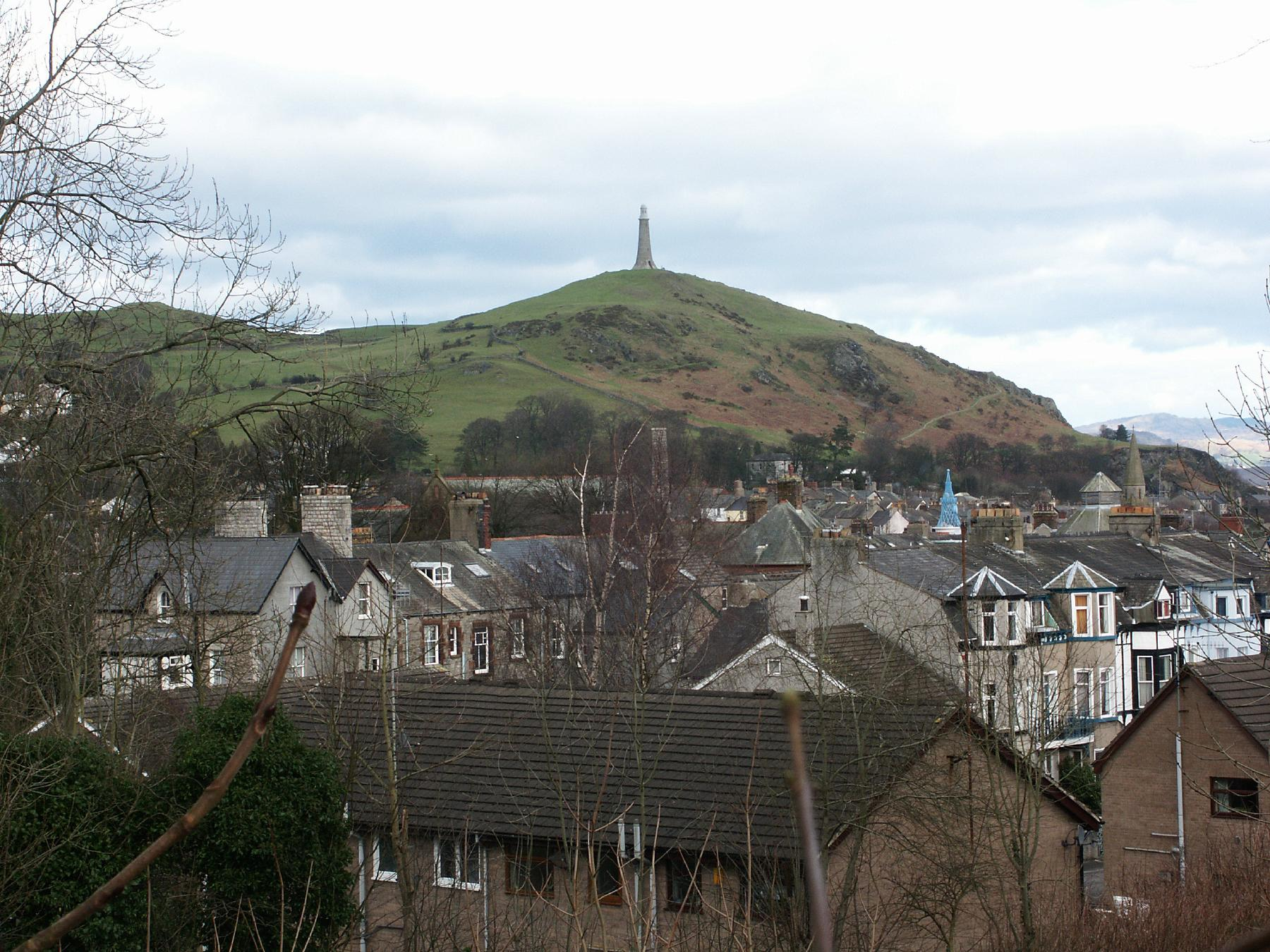
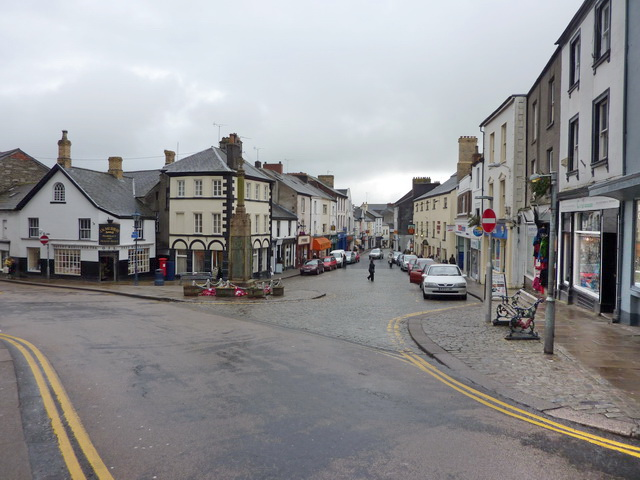
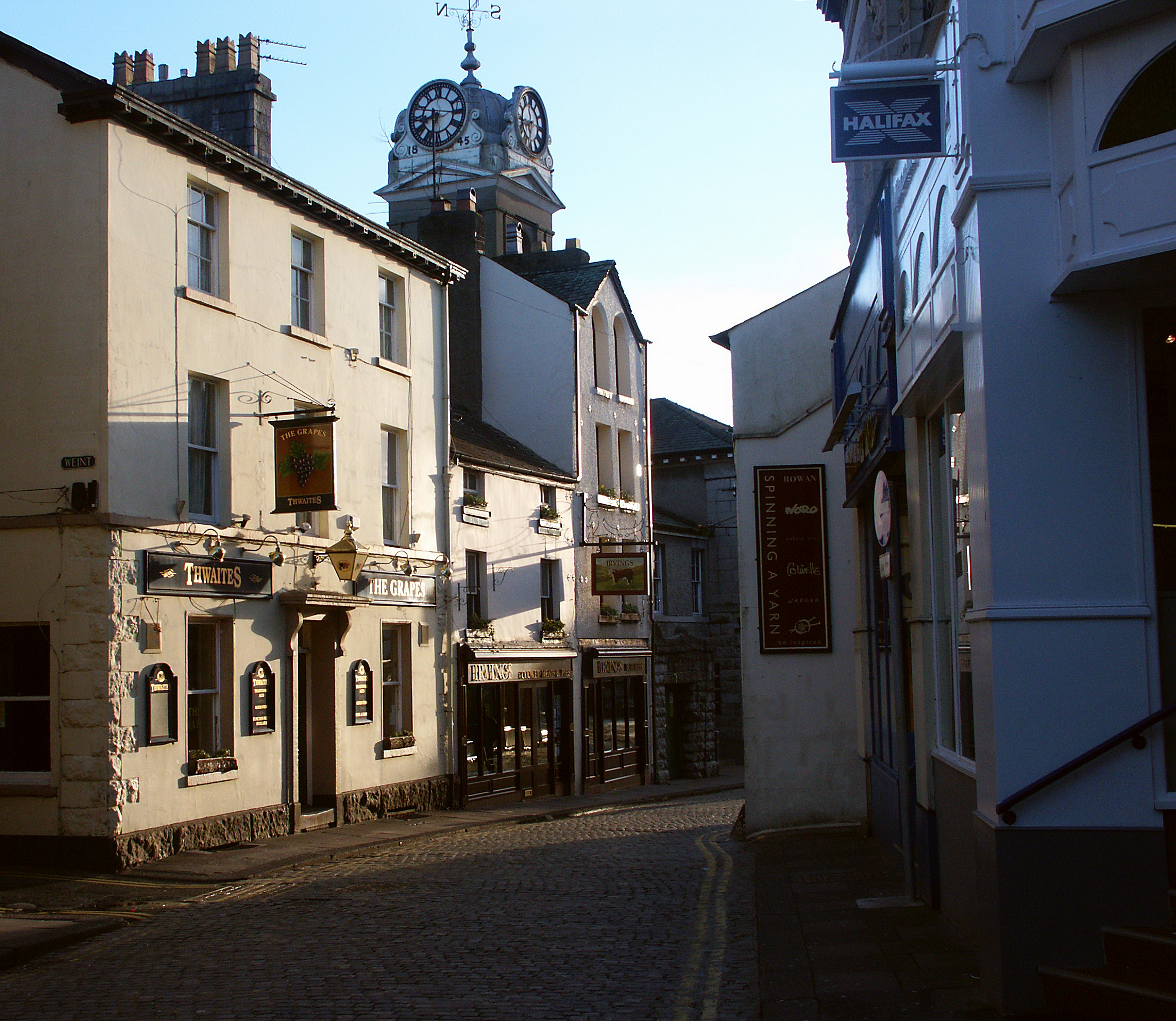